# Żyła maciczna

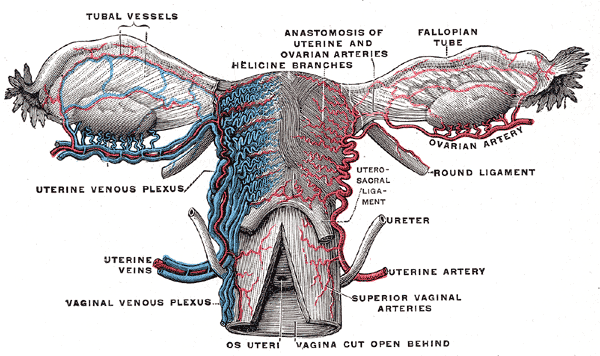
Naczynia narządów płciowych wewnętrznych u kobiety

Żyła maciczna (łac. vena uterina) – w anatomii człowieka żyła powstająca ze splotu żylnego macicznego, z której krew uchodzi do żyły biodrowej wewnętrznej. Powstaje ze splotu żylnego macicznego w obrębie części podstawnej przymacicza, biegnie ku górze i tyłowi, krzyżuje moczowód od góry i uchodzi do żyły biodrowej wewnętrznej. Są w niej obecne pojedyncze uwstecznione zastawki. Żył macicznych może być kilka.